# Неоламаркизм
Неоламаркизм — совокупность разнородных эволюционных взглядов, развивающих те или иные идеи ламаркизма. Они признавали принцип целесообразности в эволюции живого и стремились отказаться от признания основ дарвинизма или приуменьшить его эволюционное значение.

## История
В 1888 году А. Пакард (США) предложил этот термин для обозначения эволюционных концепций развивающих эволюционное учение Жана-Батиста Ламарка (Философия зоологии, 1809).

## Разновидности
Общим для неоламаркистских идей является отрицание как единственной формообразующей роли естественного отбора и признание наследования приобретенных признаков.
Типы:
- Классический неоламаркизм — современные последователи Ламаркизма.
- Ортоламаркизм — изначальная запрограммированность эволюции
- Психоламаркизм — сознательная, волевая эволюция
- Механоламаркизм — функциональное приспособление
- Ламаркодарвинизм — синтетические теории.

Основные теории неоламаркизма по году появления и их основные последователи:
- 1828 — Автогенез (Карл Эрнст фон Бэр, Эдвард Коп и др.)
- 1888 — Ортогенез (Теодор Эймер)
- [уточнить] — Аллелогенез (французский зоолог А. Лаббе)
- [уточнить] — Апогенез (немецкий зоолог Г. Пршибрама)
- [уточнить] — Ологенез (итальянский зоолог Даниэль Роза)
- 1922 — Номогенез (Лев Семёнович Берг)
- 1931 — Аристогенез (Генри Фэрфилд Осборн)
- 1936 — Мичуринская агробиология (Трофим Денисович Лысенко).